# Zacisze (powiat parczewski)
Zacisze – kolonia w Polsce położona w województwie lubelskim w powiecie parczewskim, w gminie Sosnowica.
W latach 1975–1998 miejscowość należała do województwa chełmskiego.
Wierni Kościoła rzymskokatolickiego należą do parafii Trójcy Świętej w Sosnowicy.